# Бабасин, Гарри
Гарри Бабасин (Ерванд Хэрри Бабасин II, Бабасян, англ. Harry Babasin; 19 марта 1921 Даллас — 21 мая 1988, Лос-Анджелес) — американский джазовый басист и виолончелист, один из основателей жанра бразильской музыки босанова, наряду с Оскаром Петтифордом, вероятно, был первым басистом, записавшим джазовую виолончель пиццикато. Внес огромный вклад в джазовую музыку. Его псевдонимом был «The Bear» (Медведь).  
Был первым джазовым басистом, игравшим на виолончели, а за его новаторской работой на меньшем инструменте вскоре последовали Оскар Петлифорд, Фред Кац, Рэй Браун, Сэм Джонс и другие.
Основал совместно с Роем Хартом лейбл Nocturne. Был джазовым музыкантом на протяжении почти 50 лет и играл до самой своей смерти в 1988 году.

## Биография
Его отец Ерванд Бабасян спасаясь от геноцида армян эмигрировал в США в конце 1915 года, смог получить образование и стал прекрасным дантистом. В студенческие годы Ерванд встретил учительницу музыки Майнет Тернер, и вскоре они обвенчались в церкви.
Гарри Бабасин родился 19 марта 1921 года в далласе, штат Техас. Он вырос в соседнем Верноне, где изучал игру на виолончели и фаготе, прежде чем переключиться на бас. Вскоре Гарри начал работать в местных танцевальных группах, зарабатывая от 8 до 10 долларов в неделю, что, как он отметил, «было хорошими деньгами для ребенка, живущего дома». После окончания средней школы он поступил в Государственный университет Северного Техаса в Дентоне, где познакомился с другими начинающими джазовыми музыкантами, такими как гитарист Херб Эллис и саксофонист Джимми Джюффри.
Бабасин и Эллис вместе бросили школу, чтобы присоединиться к оркестру Чарли Фиска. Они получили концерт после того, как подошли к Фиску и смело сообщили ему, что могут играть лучше, чем его нынешние басист и гитарист. Фиск сказал: «О, ты можешь? Покажи нам». Они сделали — и получили концерт.
В 1943 году Гарри присоединился к оркестру Боба Стронга в Чикаго. В конце концов группа добралась до Нью-Йорка, где Бабасин работал со многими известными группами, в том числе с теми, что возглавляли Джин Крупа и Бойд Реберн.
В конце концов Бабасин присоединился к группе Чарли Барнета и переехал в Лос-Анджелес. В 1946 году он присоединился к секстету Бенни Гудмана и сделал несколько записей, которые доступны на компакт-диске под названием Slipped Disc: 1945-46 (Columbia). Поработав с Гудманом, Бабасин решил создать уникальный ансамбль: он играл на басе, виолончели и альте, а ему аккомпанировали труба, тромбон, саксофон, фортепиано и барабаны. «Мы пытаемся быть прогрессивными, — объяснял он в то время, — но мы не сидим без дела, играя боппинг-диссонансы. Есть элемент, называемый зрелищностью, который слишком многие группы упускают из виду. Мы пытаемся сочетать музыкальность с зрелищностью».
Бабасин впервые применил виолончель в джазе на записи с пианистом Додо Мармароза для Dial Records в 1947 году, а также он играл на виолончели со своей собственной группой на записи под названием The Jazz Pickers.
Игра Бабасина на виолончели была важна, но не менее важной была и его роль в развитии бразильского джаза. Гарри работал с бразильским гитаристом Лауриндо Алмейдой в студии Лос-Анджелеса и экспериментировал с сочетанием бразильских ритмов байао и современного джаза.
Записавшись в 1953 и 1954 годах с Laurindo Almeida Quartet, Бабасин и квартет Almeida создали одно из первых слияний джаза с бразильской музыкой, такой как босса-нова. Хотя эта группа не считается прародителями босса-новы, они «определенно демонстрировали черты этого стиля примерно за девять лет до того, как босса-нова стала национальным увлечением».
Его последний тур состоялся в 1985 году в сопровождении фортепиано Джона Бэнистера, который дал ему прозвище «Медведь» из-за его внушительного вида и того, как он «царапал» бас. Бабасин скончался 21 мая 1988 года в Лос-Анджелесе. Участвовал, возможно, в 1500 записях только в качестве басиста, не считая виолончели.

## Дискография
- 1954: Jazz in Hollywood (Nocturne[англ.])
- 1957: Harry Babasin and the Jazz Pickers (Mode)
- 1957: Command Performance (EmArcy)
- 1957: For Moderns Only (EmArcy)

Совместно с Лауриндо Альмейда
- Laurindo Almeida Quartet Featuring Bud Shank (Pacific Jazz, 1953–54)

Совместно с Барни Кессел
- Easy Like (Contemporary, 1953)

Совместно с Чарли Паркер and Чет Бейкер
- Inglewood Jam (Jazz Chronicles, Fresh Sound, 1952)

Совместно с Чет Бейкер
- Introducing Pete Rugolo (Columbia, 1954)
- Adventures in Rhythm (Columbia, 1954)
- Rugolomania (Columbia, 1955)
- New Sounds by Pete Rugolo (Harmony, 1954–55, [1957])

Совместно с Бад Шэнк
- Bud Shank - Shorty Rogers - Bill Perkins (Pacific Jazz, 1955)